# Лешинар
Лешинар је животиња која се храни месом претходно угинуле животиње. Функција лешинара у екосистемима је почетак разлагања органске материје — они претходе разлагачима (сапрофитима) у ланцима исхране. 
Они су највеће птице грабљивице на Земљи. Постоји петнаестак врста лешинара. Највећи међу њима је смеђоглави суп који је приказан на фотографији. Распон крила му је скоро 3 метра, а тежак је око 8 килограма. Прави је шампион у лебдењу (лету без померања крила). У стању је да сатима лети на висини од 3.500 метара користећи топле ваздушне струје које га одржавају у ваздуху. Захваљујући изузетно оштром виду, примећују и најмањи леш на километарским раздаљинама. Дугачак врат без перја омогућава му да са лакоћом кида изнутрице животињских лешина. Кида их повијеним и јаким кљуном који је често дужи од главе и кукасто је савијен. Сем у доба парења прелази велике удаљености у потрази за храном. Женка сноси само једно јаје. Младунче је у стању да полети тек пошто напуни четири месеца.
Познати лешинари су супови, кондори, ракуни, тврдокрилци рода Nicrophorus, поједине осе.